# Quan lại
Quan lại (官吏), gọi tắt là quan (chữ Hán: 官), là tầng lớp quan chức trong lịch sử ba nước Trung Quốc, Triều Tiên/Hàn Quốc và Việt Nam.
Cụm từ này về đại thể được dùng cho các viên chức được bổ nhiệm thông qua hệ thống khoa cử, đôi khi bao gồm và cũng có khi loại trừ các hoạn quan có liên quan đến việc cai trị của tầng lớp trên.

## Thứ bậc dưới triều Thanh
Nhà Thanh (1644–1912) chia hệ thống quan chức ra làm hai ban văn-võ, cả hai đều phân ra 9 bậc gọi là Cửu phẩm, mỗi bậc lại phân thành Chính và Tòng.

## Trong văn học
Tầng lớp quan lại từng xuất hiện trong bài thơ "Năm mới chúc nhau" của Trần Tế Xương với hàm ý mỉa mai, châm biếm những người có tiền, có quyền ở Việt Nam đang dần sa đọa, xuống cấp về đạo đức trong giai đoạn cuối thế kỷ 19:
| Lẳng lặng mà nghe nó chúc nhau: Chúc nhau trăm tuổi bạc đầu râu. Phen này ông quyết đi buôn cối, Thiên hạ bao nhiêu đứa giã trầu. Lẳng lặng mà nghe nó chúc giàu: Trăm, nghìn, vạn mớ để vào đâu? Phen này, ắt hẳn gà ăn bạc, Đồng rụng, đồng rơi, lọ phải cầu. | Lẳng lặng mà nghe nó chúc sang: Đứa thì mua tước, đứa mua quan. Phen này ông quyết đi buôn lọng, Vừa bán vừa la cũng đắt hàng. Lẳng lặng mà nghe nó chúc con: Sinh năm đẻ bảy được vuông tròn. Phố phường chật hẹp, người đông đúc, Bồng bế nhau lên nó ở non. | Bắt chước ai ta chúc mấy lời: Chúc cho khắp hết ở trong đời. Vua, quan, sĩ, thứ, người muôn nước, Sao được cho ra cái giống người. |